# Blet
Blet ist eine französische Gemeinde mit 565 Einwohnern (Stand: 1. Januar 2022) im Département Cher in der Region Centre-Val de Loire; sie gehört zum Arrondissement Saint-Amand-Montrond und zum Kanton La Guerche-sur-l’Aubois. 

## Geographie
Blet liegt etwa 34 Kilometer südöstlich von Bourges. Umgeben wird Blet von den Nachbargemeinden Osmery im Nordwesten und Norden, Charly im Norden und Nordosten, Sagonne im Osten und Südosten, Givardon im Südosten und Süden, Chaumont im Süden, Chalivoy-Milon im Süden und Südwesten, sowie Lantan im Westen.

## Bevölkerungsentwicklung
| Jahr                       | 1962 | 1968 | 1975 | 1982 | 1990 | 1999 | 2006 | 2019 |
| Einwohner                  | 817  | 730  | 749  | 713  | 689  | 617  | 637  | 568  |
| Quellen: Cassini und INSEE |      |      |      |      |      |      |      |      |

## Sehenswürdigkeiten
- Kirche Saint-Germain aus dem 12. Jahrhundert
- Schloss Blet aus dem 15. Jahrhundert mit Park
- ehemalige Markthalle

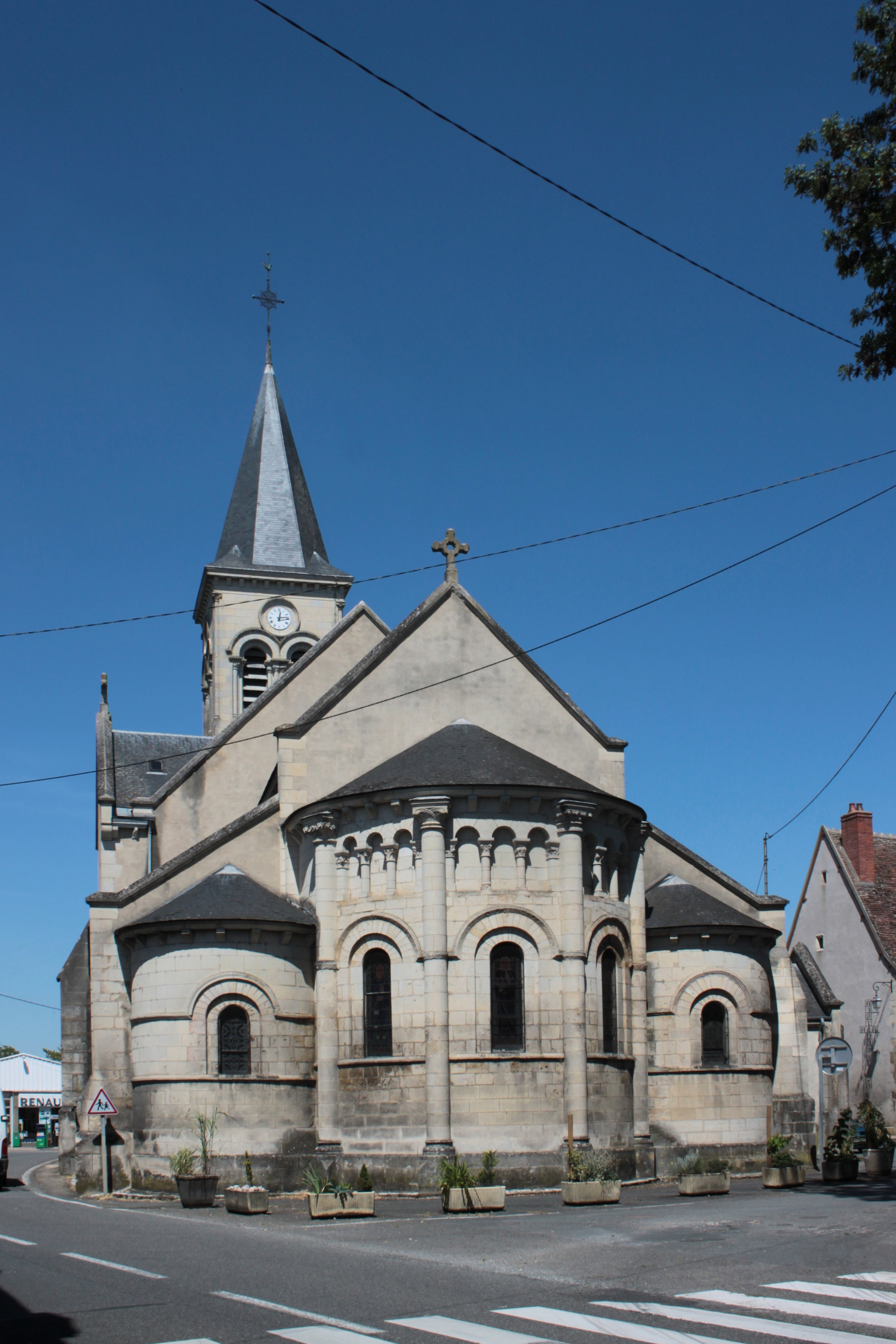
Kirche Saint-Germain
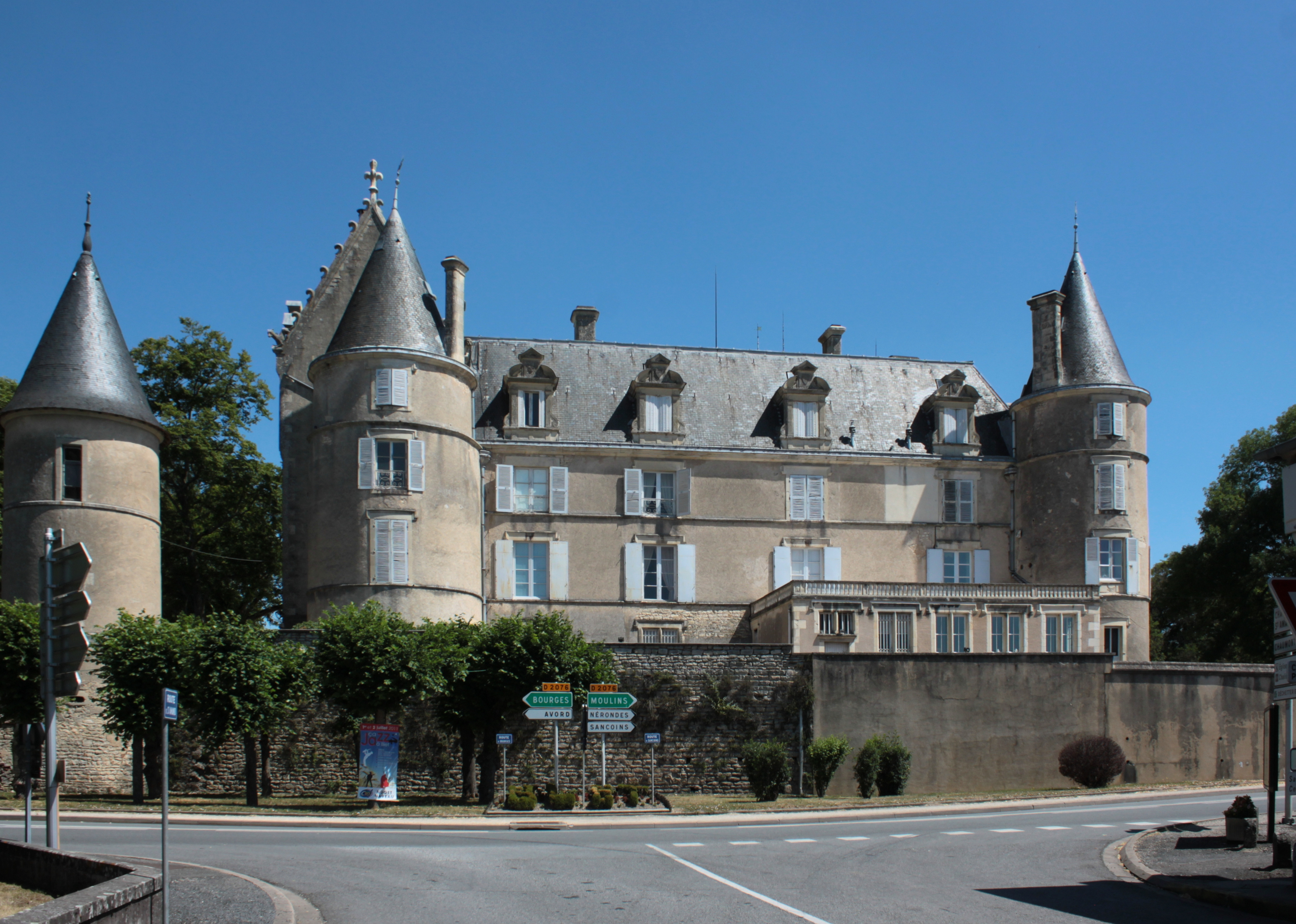
Schloss Blet
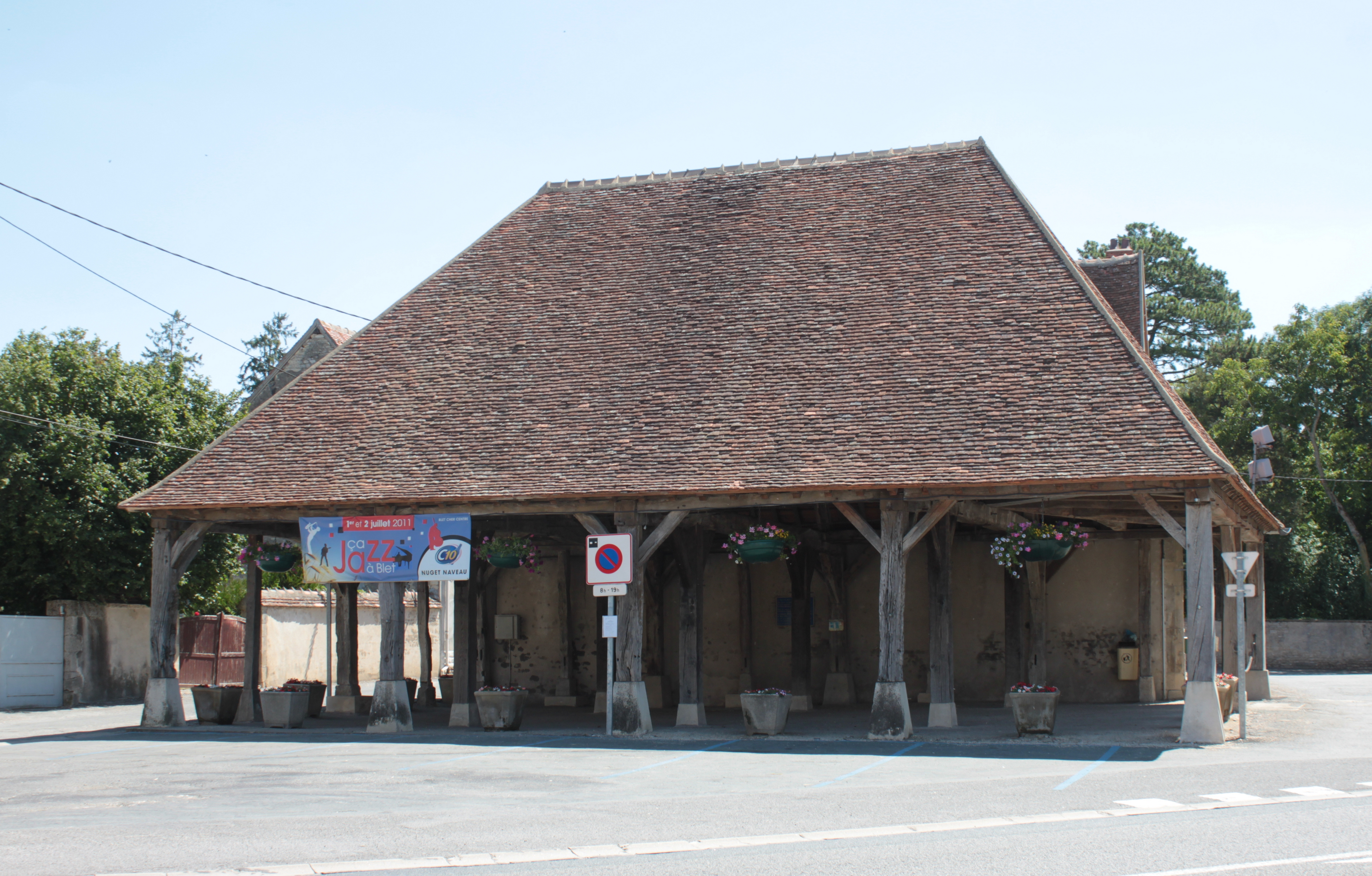
Ehemalige Markthalle

## Persönlichkeiten
- Jules Richard (1862–1956), Mathematiker